# Malambo (danse)
Pour les articles homonymes, voir Malambo.

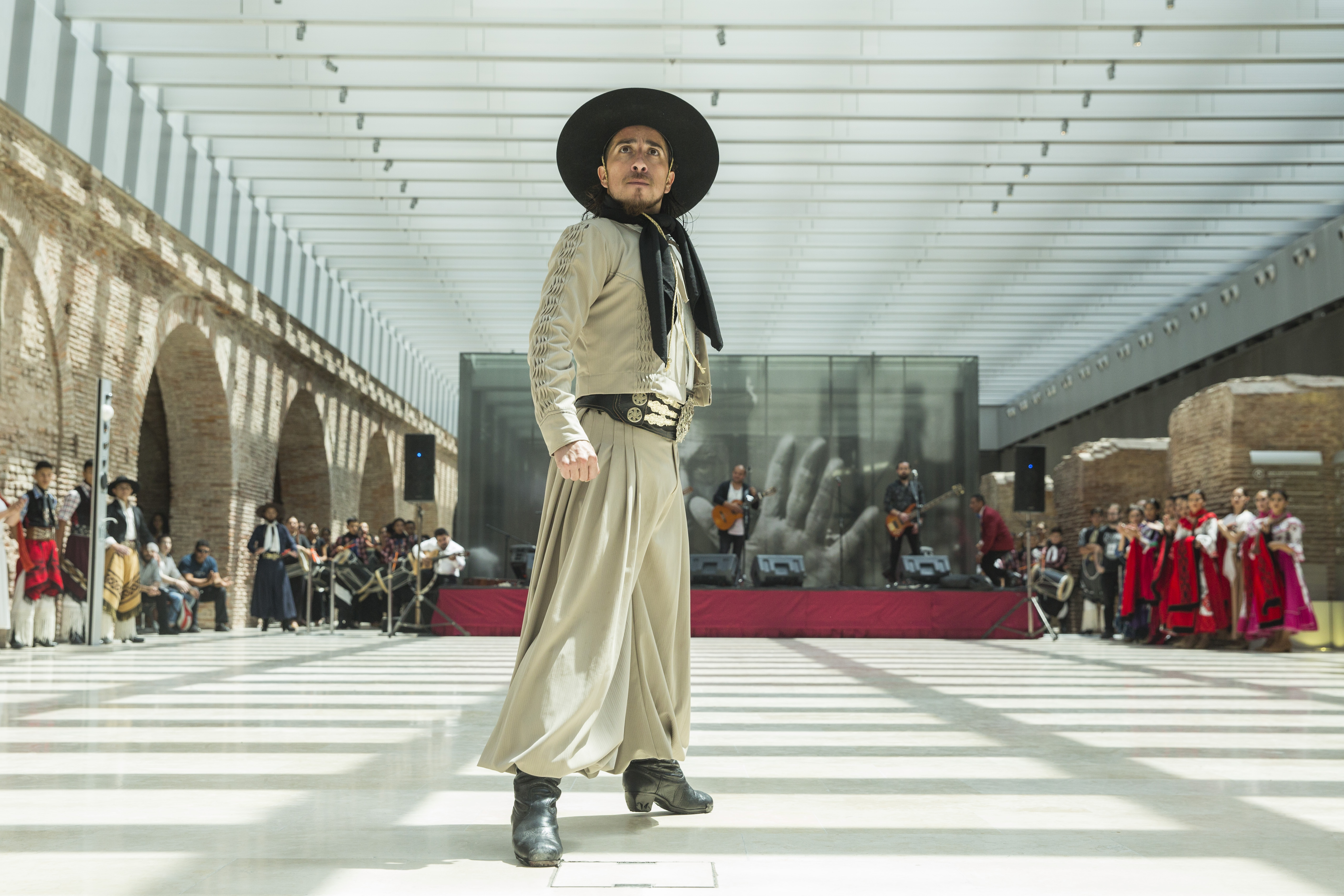
Un danseur de malambo.

Le malambo est une danse folklorique individuelle traditionnelle argentine, originaire de la Pampa et créée au XVIIe siècle. La musique est jouée sur un tambour appelé bombo, accompagné par des guitares qui répètent généralement trois accords, servant uniquement de prétexte à la danse

## Histoire
Le malambo, à l’origine, est une danse individuelle, exclusivement masculine. Deux hommes face à face, sur la plus petite superficie possible, s’affrontent dans un duel de zapateado jusqu’à ce que l’un d’entre eux déclare forfait. Le gaucho solitaire qui descend rarement de sa monture – sur laquelle il vit, dort et mange – exprimerait ainsi sa vigueur. Sans doute extériorise-t-il ce qui, sans fin, lui passe à travers le corps : le rythme de son cheval.
Il n'y a guère de mélodie dans le malambo, qui consacre toute sa musicalité dans le seul rythme, ainsi que le chorégraphe Gilles Brinas l'explique au journaliste Pierre Monastier : « Le malambo remplace la mélodie par un déferlement physique, merveilleux. »
Cette manière si particulière et fougueuse de danser s’est popularisée au début du XIXe siècle en Argentine. La première version musicale du malambo est publiée par Ventura Lynch en 1883. 
Deux styles essentiellement prédominent. Au Nord, on privilégie la puissance, l'agilité et la dextérité, soutenu par une force naturelle traduite rythmiquement par les bombos. Les bottes des danseurs sont hautes, d’un cuir épais, aux talons imposants pour des zapateados puissants. Au Sud, on mise sur la puissance soutenue. L’interprète doit faire preuve d’ingéniosité et de souplesse laissant de côté l’exubérance explosive pour une intériorité grave et solennelle. Si les pieds sont nus, le sol sera frappé avec la même intensité. Les chevilles sont soumises à dure épreuve, souvent tordues au bout des haut talons. Les bras bougent peu, généralement le long du corps ou mains en l'air à hauteur d'épaule.
Une autre tradition proche du malambo est le tournoiement des boleadoras : des boules frappent le sol en parfaite synchronisation avec les pieds des danseurs, créant une dynamique du mouvement renforcée. Les deux traditions se mélangent avec parfois aussi des performances au bombo, en solo et en groupes et sont encore très vivantes comme en témoignent les festivals, les compétitions et les nombreuses vidéos sur les reseaux sociaux.
En parallèle et pour rendre hommage au genre, une musique s'est développée et l'on trouve des œuvres musicales à la guitare ou autres instruments (violon, accordéon) explorant de façon plus ou moins lointaine le genre, on citera ainsi Raul Maldonado (Malambo pampa N°5), mais aussi des oeuvres symphoniques comme ici[Quoi ?] le "malambo" d'Alberto Ginastera, ici[Quoi ?] dirigée par Gustavo Dudamel, où l'on retrouve le rythme et la répétition des trois accords.